# Multifunktionelles Enzym

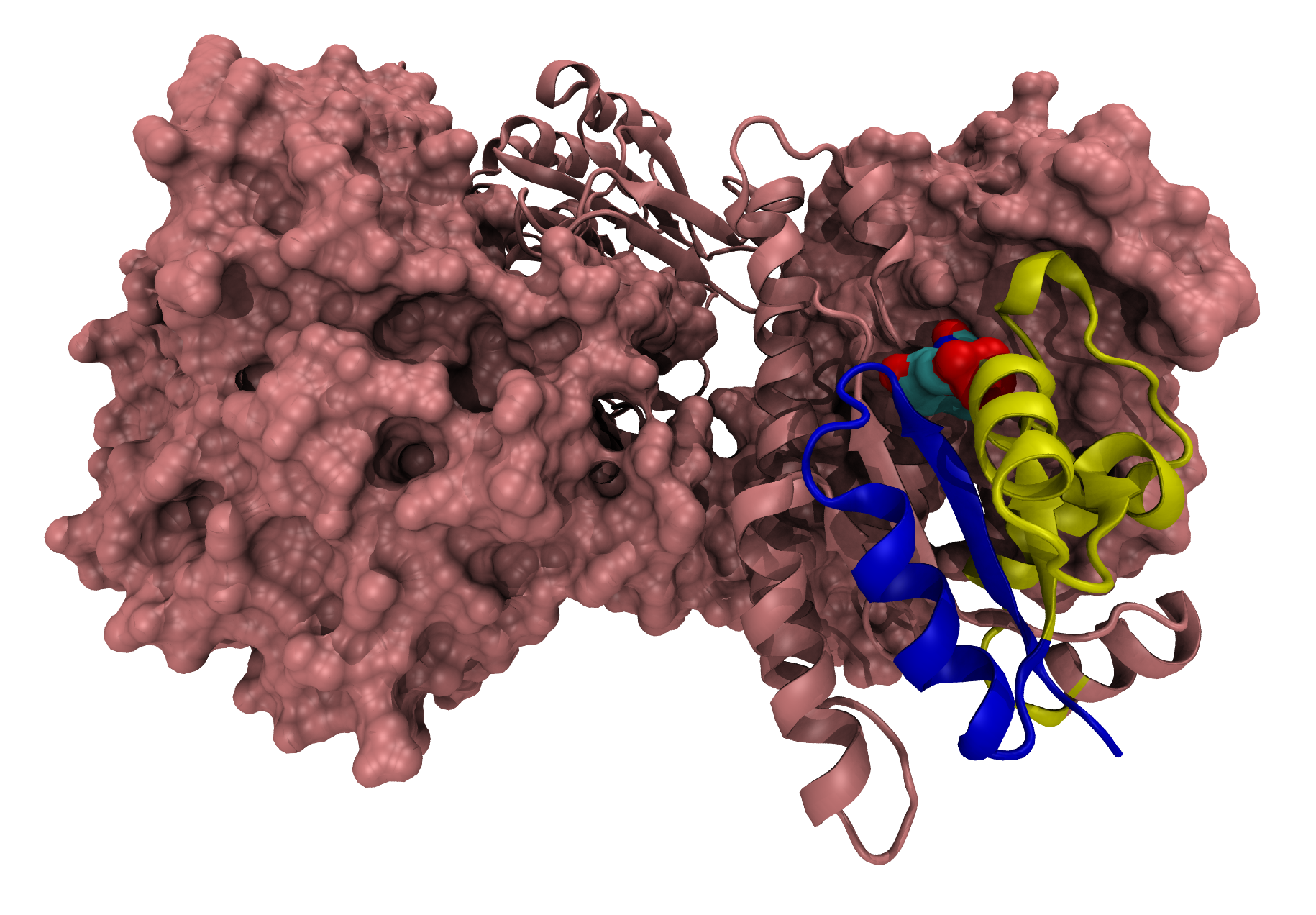
Oberflächen-/Bändermodell des multifunktionellen Enzyms ATIC (Dimer) nach PDB 1PKX. Die AICAR-Formyltransferase-Domäne ist gelb und die IMP-Cyclohydrolase blau gerendert. Beide Domänen sind 50 Å voneinander entfernt und behalten ihre Aktivität bei getrennter Expression. ATIC ist hochkonserviert in allen Lebewesen zu finden.

 Bei einem multifunktionellen Enzym handelt es sich um ein Protein, das mindestens zwei unterscheidbare enzymatische Aktivitäten und zwei räumlich getrennte Aktivitätszentren auf einem Molekül (Monomer) aufweist.
Ein solches Enzym kann durch Translokation entstehen. Der Vorteil für den Organismus besteht darin, dass die Effizienz eines Stoffwechselweges gesteigert werden kann, wenn zwei aufeinanderfolgende Reaktionen innerhalb des gleichen Stoffwechselweges an einem Enzym stattfinden und dabei z. B. die Diffusion von Substraten in limitierter Konzentration vermieden wird.
Nicht mit eingeschlossen in den Begriff sind Oligomere unifunktioneller Enzyme und heterogene Enzymkomplexe. Mit eingeschlossen werden Enzyme wie die Fettsäure-Synthase, die eine ähnliche Aktivität in mehreren Zentren aufweisen, deren Substrate jedoch jeweils verschieden sind.
Die Proteindatenbank UniProt zählte im Jahr 2010 knapp 20.000 Einträge multifunktioneller Enzyme in allen Lebewesen.